# Nilopegamys plumbeus
Nilopegamys plumbeus is een in het water levend knaagdier dat voorkomt in Ethiopië. Het is de enige soort van het geslacht Nilopegamys. Het dier is van slechts één exemplaar bekend, dat in 1927 is gevangen bij de bron van de Kleine Abbai in het noordwesten van Ethiopië, op 2600 m hoogte. De geslachtsnaam is afgeleid van het Latijnse niloticus "van de Nijl", het Oudgriekse πηγη "bron" en het Oudgriekse μυς "muis", en betekent dus "muis van de bronnen van de Nijl". De soortaanduiding plumbeus is Latijn voor loodkleurig. N. plumbeus is oorspronkelijk als de enige soort van een uniek geslacht beschreven, maar later werd hij vaak als een ondersoort van Colomys goslingi gezien. In 1995 werd Nilopegamys weer als apart geslacht erkend, maar het is nog niet zeker of het werkelijk een ander geslacht dan Colomys is.
Het dier is sterker aangepast aan een leven in het water dan Colomys goslingi, Malacomys en Deomys ferrugineus. Colomys waadt door het water, terwijl Nilopegamys zwemt, net als Ichthyomyini en "Hydromyinae". N. plumbeus heeft ook de grootste hersencapaciteit van alle Afrikaanse Muroidea die zijn onderzocht. Het dier eet insecten. Waarschijnlijk zijn er daarom nooit veel van deze dieren geweest. Ook leven ze in een habitat dat al lang wordt verstoord door overbegrazing. Mogelijk is hij al uitgestorven. Enkele malen is er geprobeerd om het dier te vangen, maar het is nooit gelukt.
Het is een vrij grote soort met brede, lange, behaarde achtervoeten. De armen en poten zijn dicht behaard. De staart is lang en tweekleurig. Het lichaam is bedekt met een zachte, wollige vacht. De rug is donker, de buik wit. Van alle Afrikaanse Murinae is hij het beste aan een leven in het water aangepast.
Aethomys-divisie ·
Apodemus-divisie ·
Arvicanthis-divisie ·
Chrotomys-divisie ·

Colomys-divisie (Colomys · Nilopegamys · Zelotomys) ·

Crunomys-divisie ·
Dacnomys-divisie ·
Dasymys-divisie ·
Echiothrix-divisie ·
Golunda-divisie ·
Hadromys-divisie ·
Hybomys-divisie ·
Hydromys-divisie ·
Lorentzimys-divisie ·
Malacomys-divisie ·
Maxomys-divisie ·
Melasmothrix-divisie ·
Micromys-divisie ·
Millardia-divisie ·
Mus-divisie ·
Oenomys-divisie ·
Phloeomys-divisie ·
Pithecheir-divisie ·
Pogonomys-divisie ·
Pseudomys-divisie ·
Rattus-divisie ·
Stenocephalemys-divisie ·
Uromys-divisie ·
Xeromys-divisie ·
Niet-ingedeelde geslachten